# Linia kolejowa nr 835
Linia kolejowa nr 838 – jednotorowa, zelektryfikowana linia kolejowa znaczenia miejscowego, łącząca rozjazd 26. z rozjazdem 106. na stacji Warszawa Praga.
Linia w całości została ujęta w kompleksową i bazową towarową sieć transportową TEN-T.
Kilometraż linii w miejscu, w którym kończy swój bieg, pokrywa się z kilometrażem linii kolejowej Warszawa Praga R33 – Warszawa Praga R97.
Linia umożliwia prowadzenie pociągów z rejonu WPA Warszawy Pragi w kierunku Warszawy Gdańskiej oraz Warszawy Głównej Towarowej.